# Hedysarum boveanum
Hedysarum boveanum är en ärtväxtart som beskrevs av Theodor Friedrich Julius Basiner. Hedysarum boveanum ingår i släktet buskväpplingar, och familjen ärtväxter.

## Underarter
Arten delas in i följande underarter:
- H. b. boveanum
- H. b. europaeum

## Bildgalleri

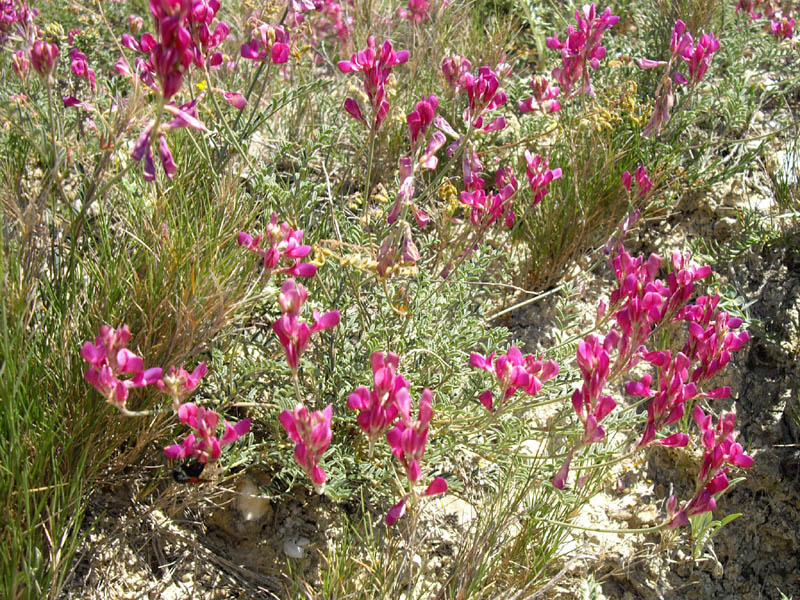
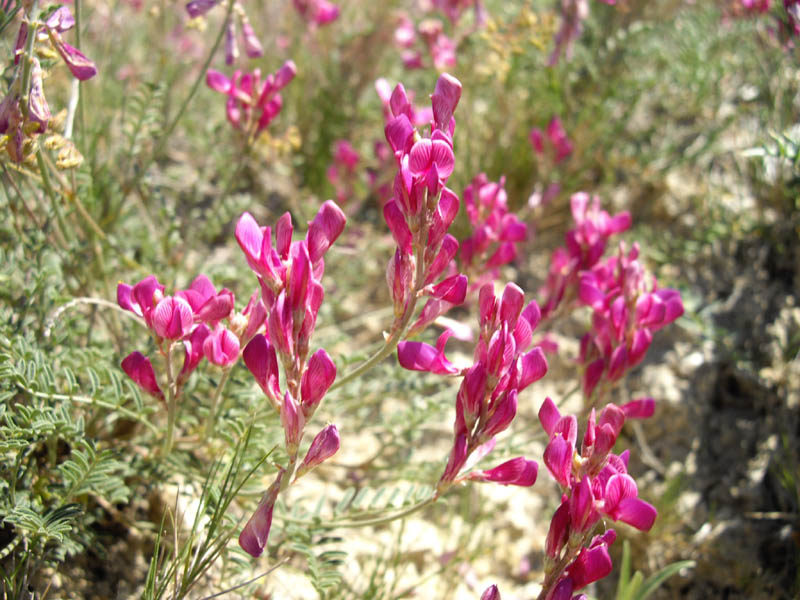
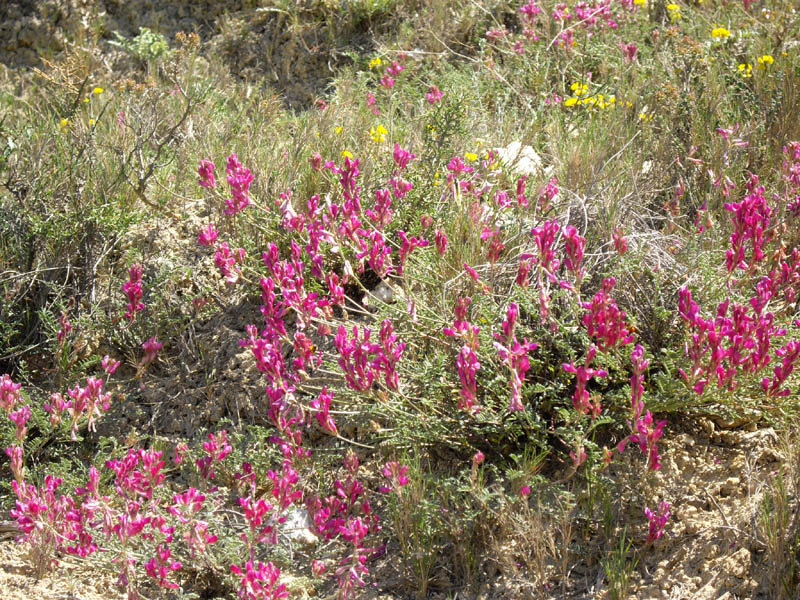
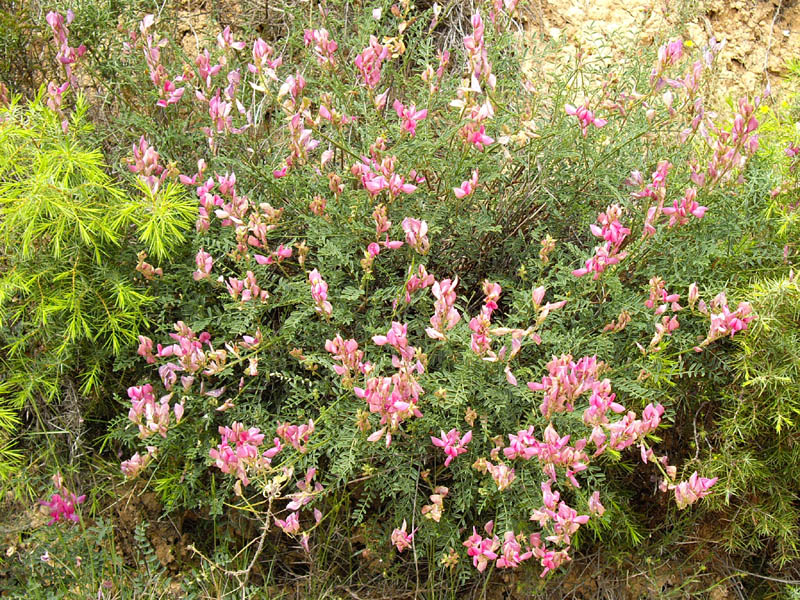